# ۶۰۲ (قمری)
۶۰۲ (قمری)، ششصد و دومین سال در گاهشماری هجری قمری است. اول محرم این سال برابر با ۱۸ اوت سال ۱۲۰۵ میلادی است.